# Fort Bovensluis
Fort Bovensluis is een fort dat zich bevindt aan het Hollandsch Diep tussen de Noordschans en Willemstad. Het maakte deel uit van de Stelling van het Hollandsch Diep en het Volkerak en het bestaat nog steeds.
Het fort werd aangelegd in 1861-1862 en nog verbeterd in 1888. Op de Oostdijk bevond zich een batterij op de plaats van het voormalige, vervallen, Fort Haaren. Dit Fort Haaren is waarschijnlijk al in 1673 gebouwd en het was vernoemd naar Otto Zwier van Haaren, die president van de Raad van State was.
Voorts werd, aan de voet van de dijk, een redoute aangelegd. Dit door een natte gracht omgeven fort kon via een poterne worden betreden. Binnen het fort bevond zich een kazerne. De bemanning bestond uit 188 manschappen.
Het fort moest, samen met Fort de Hel, dekking geven aan de rugzijde van het Fort Sabina Henrica.
In 1953 werd het fort verkocht aan een particulier die het kazernegebouw als aardappelkoelhuis ging gebruiken. In 1965 kwam er een camping nabij het fort.
In 2025 werd het fort aangewezen als gemeentelijk monument